# بي تي آر-إم دي
مركبة بي تي ار-ام دي (بالإنجليزية: BTR-MD)‏ ناقلة جنود خفيفة، تستخدمها القوات الروسية في عمليات نقل الجنود الى مناطق القتال، مصممة خصيصاً للإنزال مظلياً عبر الجو، تتميز بحجم أكبر من سابقتها بي إم دي-4، حيث تم إلغاء البرج، مما وفر مساحة أكبر للركاب. باب الخروج موجود إما في الخلف أو في الأعلى، ويمكنها حمل ما يصل إلى 2000 كجم من المعدات. يُعد تصفيحها ضعيف للغاية ولا يقاوم إلا الأسلحة الخفيفة، ولكنها قادرة على تلقي موجات الصدمة الناتجة من انفجار الاسلحة النووية.

## النسخة المحسنة
بدأ تطوير مركبة (بالإنجليزية: BTR-MDM)‏ في سنة 2008 تم الكشف عنها في معرض الأسلحة الروسية 2013، الذي نُظم في نيجني تاجيل، بروسيا، وشاركت الدفعة الأولى من ناقلات الجنود المدرعة في موكب يوم النصر في موسكو في مايو 2015. تتميز النسخة المحسنة بهيكل ألومنيوم ملحوم بالكامل. ويمكن إنزالها من الجو عبر طائرات النقل العسكرية مثل اليوشن-76 وانتينوف-124.